# Unités de mesure anciennes à Malte
Les unités de mesure anciennes à Malte sont principalement historiques, même si certaines continuent d'être utilisées dans des locutions ou des expressions maltaises. Beaucoup sont issues d'anciennes mesures arabes. En 1921, toutes les mesures ont été définies par décret comme des multiples des unités impériales utilisées au Royaume-Uni.
De nos jours, le système métrique est largement utilisé à Malte.

## Longueur
Utilisée habituellement pour mesurer des biens immobiliers et des objets. Les grandes longueurs manquent, elles étaient traditionnellement mesurées en temps de trajet.
| Unité   | Nom pluriel    | Valeur relative | Système métrique | Notes                                                          |
| ------- | -------------- | --------------- | ---------------- | -------------------------------------------------------------- |
| pulzier | pulzieri       | 1/12            | ~2,183 cm        | Pouce maltais                                                  |
| fitel   | iftla          | 1/2             | ~13,1 cm         | Demi-empan maltais                                             |
| xiber   | xbar           | 1               | ~26,19 cm        | Pied maltais                                                   |
| qasba   | qasab, qasbiet | 8               | ~2,096 m         | Brasse maltaise, utilisée tant en usage terrestre que maritime |

## Surface

### Terrain
| Unité | Nom pluriel       | Valeur relative | Système métrique     |
| ----- | ----------------- | --------------- | -------------------- |
| kejla | kejliet           | 1/60            | ~18,7 m2             |
| siegħ | sigħan            | 1/6             | ~187 m2              |
| tomna | tomniet, or tmien | 1               | ~1 124 m2            |
| wejba | wejbiet           | 4               | ~4 497 m2            |
| modd  | mdied             | 16              | ~17 984 m2 = 1,79 ha |

### Petites surfaces
| Unité          | Nom pluriel                     | Valeur relative | Système métrique |
| -------------- | ------------------------------- | --------------- | ---------------- |
| pulzier kwadru | pulzieri kwadri                 | 1/144           | ~4,765 cm2       |
| fitel kwadru   | iftla kwadri                    | 1/4             | ~171,5 cm2       |
| xiber kwadru   | ixbar kwadri                    | 1               | ~686,1 cm2       |
| qasba kwadra   | qasab kwadri, or qasbiet kwadri | 64              | ~4,391 m2        |

## Volume

### Mesures pour bière, vins et alcools
| Unité   | Nom pluriel | Valeur relative | Système métrique | Notes           |
| ------- | ----------- | --------------- | ---------------- | --------------- |
| pinta   | pinet       | 1/8             | ~142,1 ml        | pinte maltaise  |
| terz    | terzi       | 1/4             | ~284,1 ml        | tiers           |
| nofs    | infas       | 1/2             | ~568,3 ml        | demi            |
| kartoċċ | krateċ      | 1               | ~1,137 L         |                 |
| kwarta  | kwarti      | 4,75            | ~5,398 L         |                 |
| ġarra   | ġarar       | 9,5             | ~10,8 L          |                 |
| barmil  | bramel      | 38              | ~43,19 L         | Tonneau maltais |

### Mesures de volume pour le lait et l'huile
| Unité   | Nom pluriel | Valeur relative | Système métrique |
| ------- | ----------- | --------------- | ---------------- |
| kwartin | kwartini    | 1/40            | ~31,96 ml        |
| kejla   | kejliet     | 1/10            | ~127,9 ml        |
| terz    | terzi       | 1/4             | ~319,6 ml        |
| nofs    | infas       | 1/2             | ~639,3 ml        |
| kartoċċ | krateċ      | 1               | ~1,279 litres    |
| kwarta  | kwarti      | 4               | ~5,114 L         |
| qafiż   | qofża       | 16              | ~20,46 L         |

### Produits secs
| Unité   | Nom pluriel       | Valeur relative | Système métrique |
| ------- | ----------------- | --------------- | ---------------- |
| lumin   | lumini            | 1/600           | ~30,31 ml        |
| kejla   | kejliet           | 1/60            | ~303,1 ml        |
| siegħ   | sigħan            | 1/10            | ~1,818 L         |
| għabara |                   | 1/6             | ~3,031 L         |
| tomna   | tmien, ou tomniet | 1               | ~18,18 L         |
| modd    | mdied             | 16              | ~290,9 L         |

### Volumes cubiques
| Unité        | Nom pluriel                 | Valeur relative | Système métrique |
| ------------ | --------------------------- | --------------- | ---------------- |
| pulzier kubu | pulzieri kubi               | 1/1728          | ~10,4 ml         |
| fitel kubu   | iftla kubi                  | 1/8             | ~2,246 L         |
| xiber kubu   | ixbar kubi                  | 1               | ~17,97 L         |
| qasba kubu   | qasab kubi, or qasbiet kubi | 512             | ~9,202 m2        |

## Masse
| Unité  | Nom pluriel | Valeur relative | Système métrique | Notes                |
| ------ | ----------- | --------------- | ---------------- | -------------------- |
| ottav  | ottavi      | 1/8 uqija       | ~3,307 g         | huitième             |
| kwart  | kwarti      | 1/4 uqija       | ~6,615 g         | quart                |
| uqija  | ewieq       | 1/30            | ~26,46 g         | l'once maltaise      |
| kwart  | kwarti      | 1/4             | ~198,4 g         | quart                |
| ratal  | irtal       | 1               | ~793,8 g         | Parfois nommé rotolo |
| qsima  | qsimiet     | 1,25            | ~992,2 g         |                      |
| wiżna  | wiżniet     | 5               | ~3,969 kg        |                      |
| qantar | qnatar      | 100             | ~79,38 kg        |                      |
| peżata |             | 300             | ~238,1 kg        |                      |

## Sources et références
- Att dwar il-Metroloġija Kap. 454

- (en) Cet article est partiellement ou en totalité issu de l’article de Wikipédia en anglais intitulé « Maltese units of measurement » (voir la liste des auteurs).